# Playboi Carti
Playboi Carti, pravog imena Jordan Terrell Cartier (Riverdale, Georgia, SAD, 13. rujna 1996.), američki je reper. Odrastao u Atlanti. Na početku je potpisao ugovor s lokalnom underground-izdavačkom kućom Awful Recordsom prije nego što je potpisao za ASAP Mobovu diskografsku kuću AWGE pod Interscope Recordsom. U 2017. privukao je svjetsku pozornost, nakon što je već ranije u karijeri stekao kult sljedbenika.
Njegov debitantski miksani album objavljen je u travnju 2017. i uključivao je singlove koji su se nalazili na Billboard Hot 100 "Magnolia" i "Woke Up Like This" (s Lil Uzijem Vertom). Njegov debitantski studijski album Die Lit (2018.) zauzeo je 3. mjesto na Billboard 200. Nakon dvogodišnje stanke s malo objavljene nove glazbe, njegov dugo očekivani drugi album Whole Lotta Red (2020.) debitirao je na prvom mjestu Billboard 200 i postao njegovo prvo izdanje na prvom mjestu ljestvica. Svoj treći studijski album, pod nazivom I Am Music objavio je u ožujku 2025. godine.

## Glazbeni stil i imidž
Playboi Carti opisan je kao "mrmljajući reper", a njegova glazba kao "razigrana, žestoka i vrlo melodična." Magazin Complex njegov je stil repanja nazvao "oskudnim i repetitivnim, više usmjerenim na "tok" i upečatljive fraze." Briana Younger iz Pitchforka rekla je da je "Cartijeva glazba manje o lirici, a više o atmosferi", rekavši da "što mu god nedostaje u sadržaju, on nadoknađuje čistom odvažnošću."
Poznat je po svojoj tehnici "baby glasa", koju karakterizira visok glas uz nejasan izgovor i "mahnitu" kadencu. Koristio je ovu tehniku na popularnim pjesmama kao što su "Almeda" sa Solange, "Earfquake" s Tylerom, the Creatorom i "Pissy Pamper" s Young Nudyjem i Pi'erreom Bourneom.
New York Times je pisao da se njegov stil repanja čini da se doima kako mu je "lakše u izvedbi same uloge nego u stvarnom činu repanja".
Koristi sotonističke slike. Njegov imidž je pod utjecajem filmova o vampirima. Lil Wayne ga je inspirirao u freestyleanju svih repova.
Navodi ASAP Rockyja, Kanyea Westa, Jay Z-ja, MF Dooma te sastave Slayer, Sex Pistols i Kiss kao svoje glazbene utjecaje.
Poznat je po svojoj "osobnosti 'rock zvijezde'" i lirskom fokusu na seks, drogu i nasilje.

## Problemi sa zakonom
Carter je udario vozača u Gretni u Škotskoj tijekom svoje koncertne turneje u veljači 2018. te je bio kažnjen s 800 funti.
U travnju 2020. bio je uhićen pod optužbama za posjedovanje oružja i droge u okrugu Clayton u Georgiji. Nakon što ga je policija zaustavila jer je na njegovom Lamborghiniju imao isteklu oznaku, vlasti su pronašle i 12 vrećica marihuane, tri pištolja, Xanax, kodein i oksikodon. Poslije toga posvađao se s policijom, da bi on i još jedan čovjek po imenu Jaylon Tucker bili uhićeni i odvedeni u zatvor okruga Clayton. Na kraju je dobio optužbe za isteklu registracijsku oznaku, posjedovanje marihuane i nepropisan prolazak pokraj vozila hitne pomoći. Sljedećeg jutra bio je pušten uz kauciju.
14. veljače 2023. bilo je objavljeno da je Carter uhićen 29. prosinca 2022. pod optužbom za kazneno djelo napada nakon što je navodno davio svoju djevojku, koja je bila 14 tjedana trudna. Opet je bio pušten uz jamčevinu dan nakon uhićenja.

## Osobni život
Tijekom 2017. Carter je nakratko hodao s američkom manekenkom Blac Chynom. Godine 2018. bio je u romantičnoj vezi s Rubi Rose, manekenkom i repericom koja se proslavila nakon pojavljivanja u glazbenom videu za pjesmu "Bad and Boujee" od Migosa. Navodno je pucao iz pištolja u Rose nakon što mu je sakrila telefone prije leta. Prekinuli su nakon što ju je Carter prevario s Blac Chynom.
Kasnije u 2018. počeo je izlaziti s australskom repericom Iggy Azaleom, koju je upoznao dok je bio na inozemnoj turneji. U prosincu 2018. uselili su zajedno u četvrt Buckhead u Atlanti. U lipnju 2020. Azalea mu je rodila sina Onyxa Kellya iako su se rastali u prosincu 2019. U prosincu 2020. otkrila je da ju je varao i nije prisustvovao na rođenju njihovog djeteta, a i odbio je potpisati sinov rodni list.
Od lipnja 2019. živi i radi u okolici Atlante nakon preseljenja iz Los Angelesa.
Boluje od astme.

## Diskografija

### Studijski albumi
- Die Lit (2018.)
- Whole Lotta Red (2020.)
- I Am Music (2025.)